# 紙幣

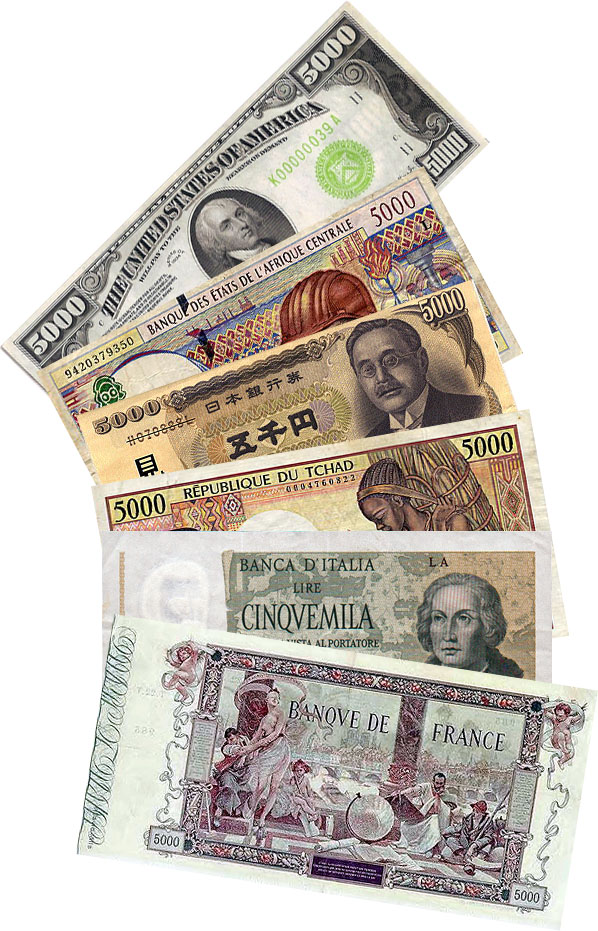
現代紙幣

元朝寶鈔

紙幣，又稱為鈔票，粵語稱為銀紙，閩南語稱為銀票（gûn/gîn-phiò），是指以柔軟的物料（通常是特殊的紙張）印制成的特殊貨幣凭证，通常由国家发行并强制使用的一种货币符号。纸币本身不具价值，虽然作为一种货币符号，但其不能直接行使价值尺度职能，而是由国家对其面值进行定义。相比起硬幣，紙幣的面值通常較高。

## 歷史
当今世界各国普遍使用的货币形式紙幣，唐代的飞钱是迄今为止已知最早纸币的雛形，作為類似今日匯票的功能，是紙幣的前身。到了宋代，官方紙幣作为地方货币在中國四川省出现，宋朝的交子、會子由於最初由民間素質不一的交子鋪（類似銀行的前身）自行印發、兌銀產生很大亂象和訴訟，益州知州於是整頓，限定特許16戶富豪才能經營交子鋪，信用由官府背書，成為世界官方紙幣首例。
至於正式發行廣泛流通的紙幣是在元朝，被称为钞，但在元末至正年间（1341年－1370年），由於印紙鈔過量，造成嚴重的通貨膨脹。明朝发行大明宝钞（1375年始造），清朝1853年发行了两种纸币，一种大清宝钞，一种叫户部官票，合起来就叫“钞票”。钞票名称就是从那时候叫起来的。

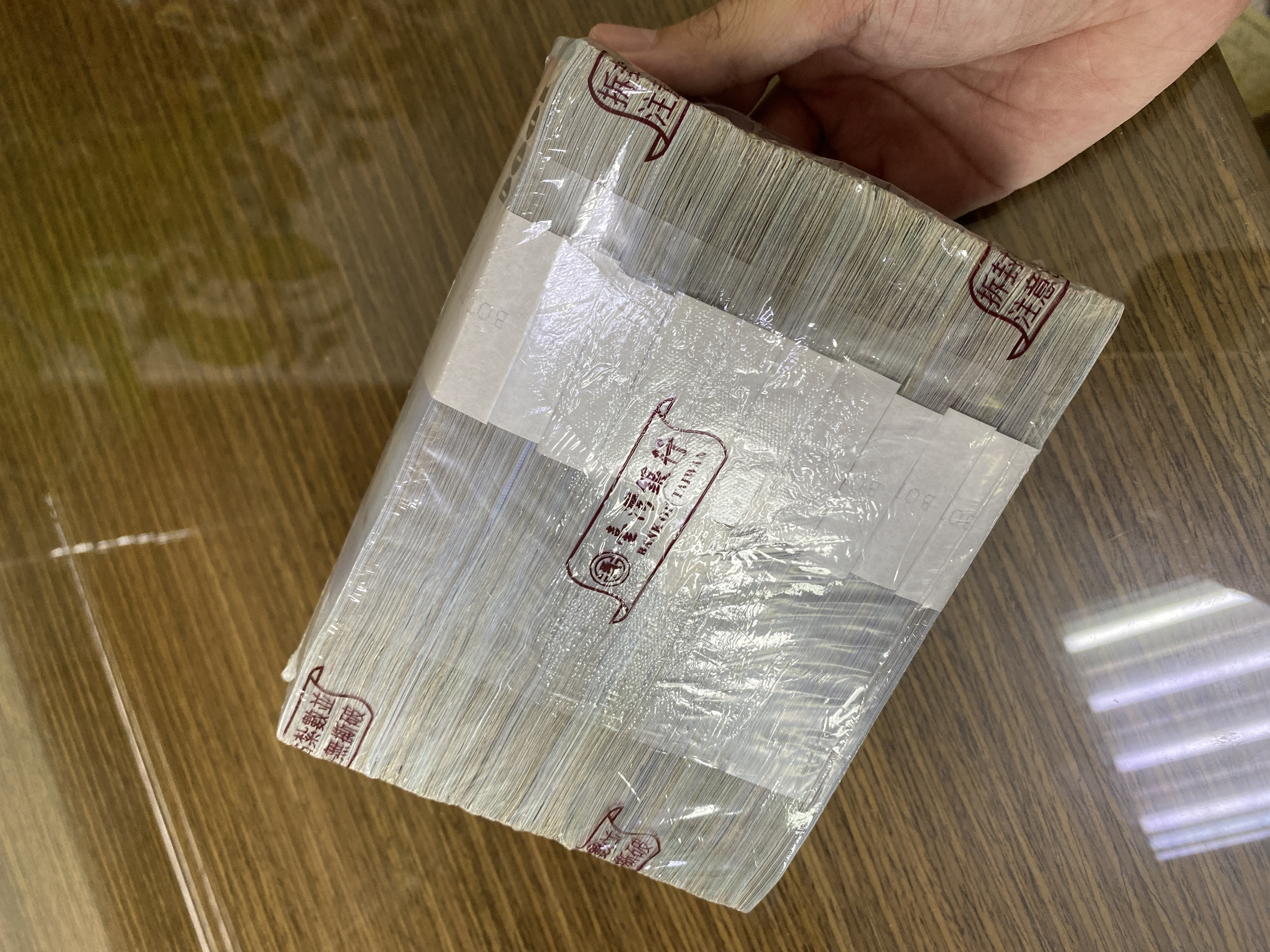
臺灣銀行包裝之新臺幣一百萬元紙幣

現時的鈔票是要有足夠的儲備才可以發行，香港的鈔票便使用了外匯儲備來支持它的幣值。由於外匯儲備有一個固定數目，所以鈔票發行量亦受控制，最佳方法便用一個編號去計算鈔票的發行量。故此鈔票上會有鈔票編號。若發行量太多而外匯儲備不足夠支持，這個地方的貨幣便會貶值。另外，鈔票持有人只須將鈔票拿到發鈔銀行，發鈔銀行便有責任給持有人「憑票即付」等值的外匯，所以鈔票編號亦是一個統計和防偽的資料。

## 平均壽命
由於紙幣是由紙張製作而成的貨幣，在不斷的流通使用後，會發生汙損或破損，因此紙鈔一般的平均壽命只有兩年。各國的貨幣發行機構均與銀行業者合作回收這些紙幣，以1:1等值兌換的方式，以全新的連號紙幣換回這些紙幣去銷毀。以新台幣為例，中華民國境內台灣銀行規定：紙幣破損其餘留部分在四分之三以上者，全額收兌；破損僅餘留部分在二分之一以上，四分之三以下者，按紙幣剩餘部分照半額收兌；餘留部分不及二分之一者，不予收兌。另有新發行之紙幣與舊版紙幣之兌換，按其舊版新臺幣（按西元2000年7月1日以前由台灣銀行發行之貨幣，目前由中央銀行印製）之面額1:1等值兌換。

## 图册

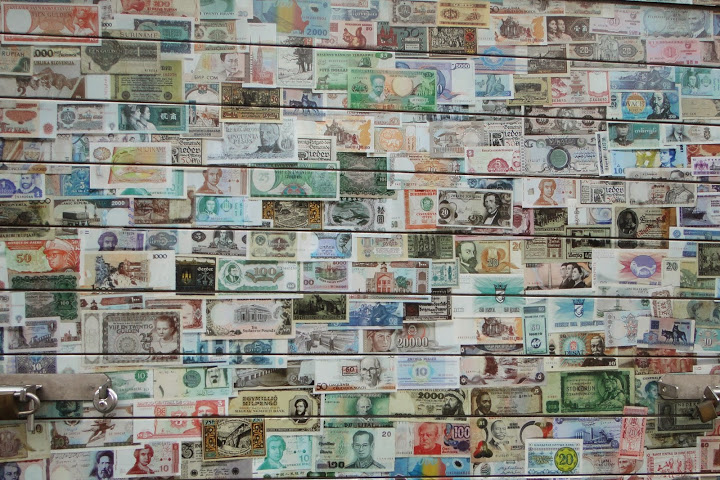
来自不同国家的纸币

## 資料來源
1. ↑  Ebrey, Walthall, Palais, (2006). East Asia: A Cultural, Social, and Political History. Boston: Houghton Mifflin Company. pg.156.
2. ↑  Bowman, John S. (2000). Columbia Chronologies of Asian History and Culture. New York: Columbia University Press. pg.105
3. ↑  Gernet, Jacques (1962). Daily Life in China on the Eve of the Mongol Invasion, 1250-1276. Stanford: Stanford University Press. ISBN 0-8047-0720-0. pg.60.
4. ↑  . De La Rue.   [2012-05-31]. （原始内容存档于2012-05-13） （英语）.
5. ↑  台灣銀行. . 舊版新臺幣之兌換. 台灣銀行.   [2020-10-23]. （原始内容存档于2021-02-15）.

## 延伸阅读
[在维基数据编辑]
 《欽定古今圖書集成·經濟彙編·食貨典·錢鈔部》，出自陈梦雷《古今圖書集成》